# Дерріл Балі
Дерріл Балі (нід. Darryl Bäly; нар. 19 січня 1998, Заандейк, Північна Голландія, Нідерланди) — нідерландський та арубанський футболіст, лівий захисник аматорського клубу ОФК.

## Клубна кар'єра
Белі на юнацькому рівні виступав за «СВВ Заандейк» та КФК, а в 2013 році потрапив до структури «Волендама». В середині 2017 року підписав контракт на один сезон з можливістю його продовження ще на один рік. Згодом від опції продовження угоди «Волендам» відмовився. На професіональному рівні дебютував у другому турі Еерстедивізі в сезоні 2018/19 років. Під час виїзду до «Спарти» головний тренер Міша Салден дозволив йому вийти в стартовому складі замість травмованого Дана Клінкенберга. Дерріл зіграв усі 90 хвилин. Проте «Волендам» поступився з рахунком 0:2, обома голами відзначився Халіл Дервішоглу. Під керівництвом нового головного тренера Ганса де Конінга став основним гравцем команди, а 9 листопада 2018 року в переможному (3:2) поєдинку проти «Маастрихта» відзначився дебютним голом у професіональному футболі. Він влучно пробив головою після подачі з кутового від Ентоні Беренштейна. Наприкінці вище вказаного місяця підписав новий контракт, до середини 2021 року.
У сезоні 2019/20 років Балі не фігурував у планах нового тренера Віма Йонка, і він переважно грав за «Йонг Волендамом» у Твеедедивізі. 31 січня 2020 року до завершення сезону відправився в оренду до «Телстара». Після повернення у «Волендам» на початку наступного сезону він не зіграв жодного матчу. Наприкінці сезону 2020/21 років його контракт, який закінчився, не був продовжений. Після цього Дерріл перейшов до аматорського клубу ОФК.

## Кар'єра в збірній
У футболці національної збірної Аруби дебютував 2 червня 2021 року в поєдинку кваліфікації чемпіонату світу 2022 року проти Кайманових Островів.

## Статистика виступів

### Клубна
| Сезон   | Клуб        | Змагання     | Змагання | Змагання | Кубок | Кубок | Єврокубки | Єврокубки | Загалом | Загалом |
| Сезон   | Клуб        | Змагання     | Матчі    | Голи     | Матчі | Голи  | Матчі     | Голи      | Матчі   | Голи    |
| ------- | ----------- | ------------ | -------- | -------- | ----- | ----- | --------- | --------- | ------- | ------- |
| 2018/19 | «Волендам»  | Еерстедивізі | 35       | 1        | 1     | 0     | —         | —         | 36      | 1       |
| 2019/20 | «Волендам»  | Еерстедивізі | 1        | 0        | 0     | 0     | —         | —         | 1       | 0       |
| 2019/20 | → «Телстар» | Еерстедивізі | 0        | 0        | 0     | 0     | —         | —         | 0       | 0       |
| 2020/21 | «Волендам»  | Еерстедивізі | 0        | 0        | 0     | 0     | —         | —         | 0       | 0       |
| Загалом | Загалом     | Загалом      | 36       | 1        | 1     | 0     | 0         | 0         | 37      | 1       |

Станом на 1 червня 2021.